# Distrito de Gualaca
El distrito de Gualaca es una de las divisiones que conforma la provincia de Chiriquí, situado en la República de Panamá.

## Historia
Dos historiadores presentan fechas distintas para la fundación de Gualaca. Revilla señala que los franciscanos establecieron en 1796 una reducción formada por indios gualacas, chalivas y doraces, a la cual llamaron "Nuestra Señora de Guadalupe de Gualaca". 
Osorio propone que Gualaca fue fundada en 1766 por misioneros franciscanos procedentes de Guatemala, quienes erigieron el pueblo indígena de Nuestra Señora de Los Ángeles, integrado por guaymíes catequizados. 
En 1824, Gualaca figuraba como Parroquia del Cantón de Alanje, el cual a su vez, pertenecía a la provincia de Veraguas. En aquel año, Gualaca registraba una población de 824 habitantes. En 1862, habitaban en esta parroquia 1.351 habitantes. 
Gualaca (como distrito), fue establecido por Ley del 29 de diciembre de 1862, expedida por la Asamblea Constituyente del Estado Federal de Panamá que, según Osorio, dice así: "El Departamento de Chiriquí se compone de los distritos de David, Alanje, Boquerón, Bugaba, Dolega, Gualaca, Las Lajas, Remedios, San Pablo, San Lorenzo y Tolé, su capital David". (Osorio, 1988. Pág. 602. Tomo II). 

## Gobierno y política
- Alcalde (-Actual) : Luis Manuel Estribí

## División político-administrativa
Está conformado por cinco corregimientos:
- Gualaca
- Hornito
- Los Ángeles
- Paja de Sombrero
- Rincón